# Serafim Smigelskiy
Serafim Smigelskiy (* 1985 in Sankt Petersburg) ist ein russisch-amerikanischer Cellist.
Smigelskiy hatte den ersten Cellounterricht sechsjährig bei Galina Koroljowa. Ab 2000 war er am Rimski-Korsakow-College Schüler von Konstantin Kucherow. In dieser Zeit gewann er u. a. den Ersten Preis beim staatlichen russischen Musikwettbewerb, den Dritten Preis bei der International Mravinsky Cello Competition und den Zweiten Preis bei der Mussorgsky String Competition. Ab 2004 studierte er am Sankt Petersburger Konservatorium bei Alexei Massarski und nahm Unterricht bei Alexander Richter vom Saint-Petersburg Philharmonic String Quartet und Josif Levinson vom Taneyev String Quartet. Außerdem war er Mitglied des Rimsky-Korsakov String Quartet und des Kammerorchesters Divertissement.
Als Student von Martin Storey erhielt er ein Graduiertenzertifikat am International Center for Music der Park University. 2010 ging er nach New York und studierte an der Juilliard School Cello bei Richard Aaron und Kammermusik der Sylvia Rosenberg. Er trat als Solist u. a. mit dem Juilliard School Symphony Orchestra, dem Kansas City Philharmonic Orchestra, den Jupiter Chamber Players, dem Argento Chamber Ensemble, dem ArsViva Strings Orchestra und dem Axiom contemporary music ensemble auf und ist Mitglied des Tesla Quartet.
Als Kammermusiker trat Smigelskij unter anderem mit Mstislav Rostropovich, Natalia Gutman, Laurence Lesser, Colin Carr, Martin Storey, Eric Rosenblith, Ben Sayevich, Stanislav Ioudenitch, William Grant Naboré, Vassily Sinaisky, Julius Berger, Alban Gerhardt, Giya Kancheli, Alexey Liubimov, Daniel Müller-Schott, Nicholas Kitchen und Peter Stump. Sein Interesse für zeitgenössische Musik führte zur Zusammenarbeit mit Georg Friedrich Haas, Chaya Czernowin, Matthias Pintscher, Magnus Lindberg und Steve Reich. Als Absolvent eines Studiums bei Phoebe Carrai am Juilliard Historical Performance Department trat er als Barockcellist u. a. mit William Christie, Robert Mealy und Nicholas McGegan auf. Er unternahm Konzertreisen durch die USA, Europa, Russland und Japan und hatte Auftritte u. a. in der Carnegie Hall, der Alice Tully Hall, am Peter Jay Sharp Theater, in der Merkin Concert Hall, am Lincoln Center und der Harvard University.

## Weblink
- Website von Serafim Smigelskiy